# Crataegus albanica
Crataegus albanica är en rosväxtart som beskrevs av Antonina Ivanovna Pojarkova. Crataegus albanica ingår i hagtornssläktet som ingår i familjen rosväxter. Inga underarter finns listade i Catalogue of Life.